# Combinatoria poliédrica
La combinatoria poliédrica es una rama de las matemáticas, dentro de la combinatoria y la geometría discreta, que estudia los problemas de contar y de describir las caras de poliedros convexos y de politopos convexos de dimensiones más altas.
La investigación en combinatoria poliédrica cae en dos áreas distintas. Los matemáticos en esta área estudian la combinatoria de politopos; por ejemplo, buscan las desigualdades que describen las relaciones entre los números de vértices, las aristas, y las caras de dimensiones más altas en politopos arbitrarios o en ciertas subclases importantes de politopos, y también estudian otras características combinatorias de politopos tales como su conectividad y diámetro (número de pasos necesarios para alcanzar cualquier vértice desde cualquier otro vértice). Además, muchos científicos computistas usan la frase "combinatoria poliédrica" para describir la investigación en descripciones precisas de las caras de ciertos politopos específicos (especialmente politopos 0-1, cuyos vértices son subconjuntos de un hipercubo) presentándose problemas de programación de números enteros.